# Зарослинська сільська рада
Заро́слинська сільська рада (рос. Зарослинский сельский совет) — сільське поселення у складі Білозерського району Курганської області Росії.
Адміністративний центр — присілок Велике Заросле.
Населення сільського поселення становить 195 осіб (2017; 242 у 2010, 329 у 2002).

## Склад
До складу сільського поселення входять:
| Населений пункт          | Населення, осіб (2002) | Населення, осіб (2010) |
| ------------------------ | ---------------------- | ---------------------- |
| Велике Заросле, присілок | 183                    | 144                    |
| Мале Заросле, присілок   | 146                    | 98                     |